# Пам'ять (фільм, 1989)
«Пам'ять» («ხსოვნა») — радянський телефільм 1989 року, знятий режисером Гіві Вепхвадзе на студії «Грузтелефільм».

## Сюжет
Молодий журналіст повертається до села, де провів своє дитинство. Село майже спорожніло, і хто залишився, теж збираються їхати. Гіві розпочинає боротьбу у селі за те, щоб люди більше не залишали свої будинки.

## У ролях
- Резо Чхіквішвілі — Гогі Чхеїдзе
- Тамара Свані — головна роль
- Дареджан Харшиладзе — Мзія
- Ліа Капанадзе — роль другого плану
- Йосип Хаїндрава — Вахтанг
- Автанділ Мікадзе — секретар райкому
- Важа Пірцхалаїшвілі — роль другого плану
- Джемал Моніава — роль другого плану
- Мераб Шарікадзе — Дондало
- Кукурі Бекая — роль другого плану
- Давид Двалішвілі — Анзор
- Акакій Бакрадзе — культкерівник
- Тамаз Кікнадзе — роль другого плану
- Світлана Арусланова — роль другого плану
- Нелі Джавахішвілі — Натела
- Кетеван Бочорішвілі — роль другого плану
- Хатуна Чагелішвілі — роль другого плану
- Аміран Бежашвілі — роль другого плану
- Джемал Мазіашвілі — роль другого плану
- Мамука Лорія — роль другого плану
- Акакій Апхазава — роль другого плану
- Лео Сохашвілі — роль другого плану

## Знімальна група
- Режисер — Гіві Вепхвадзе
- Сценаристи — Тамаз Мамулашвілі, Гіві Вепхвадзе
- Оператори — Ілля Вачнадзе, Тристан Канделакі
- Композитор — Нуну Дугашвілі
- Художник — Георгій Лапіашвілі